# Mangrovesolfjäderstjärt
Mangrovesolfjäderstjärt (Rhipidura phasiana) är en fågel i familjen solfjäderstjärtar inom ordningen tättingar.

## Utseende och läte
Mangrovesolfjäderstjärten är en liten och ljust grå flugsnapparliknande fågel. Den är ljusgrå på huvud och rygg, vit på strupe och haka. På bröstet syns ett mycket tunt grått bröstband och på vingarna ett ljust vingband. Under födosök håller den stjärten ofta rest och utbredd. Australisk solfjäderstjärt är större och mörkare och har ett bredare svart bröstband, medan gråbröstad solfjäderstjärt har ett ljusstreckat grått bröst utan bröstband. Den senare saknar även ljust streck bakom ögat.

## Utbredning och systematik
Fågeln förekommer i Aruöarna, sydöstra Nya Guinea (Trans Fly-låglandet) och norra Australien. Den behandlas som monotypisk, det vill säga att den inte delas in i några underarter.

## Status och hot
Arten har ett stort utbredningsområde, men tros minska i antal, dock inte tillräckligt kraftigt för att den ska betraktas som hotad. Internationella naturvårdsunionen IUCN listar arten som livskraftig (LC).